# Castell Coch

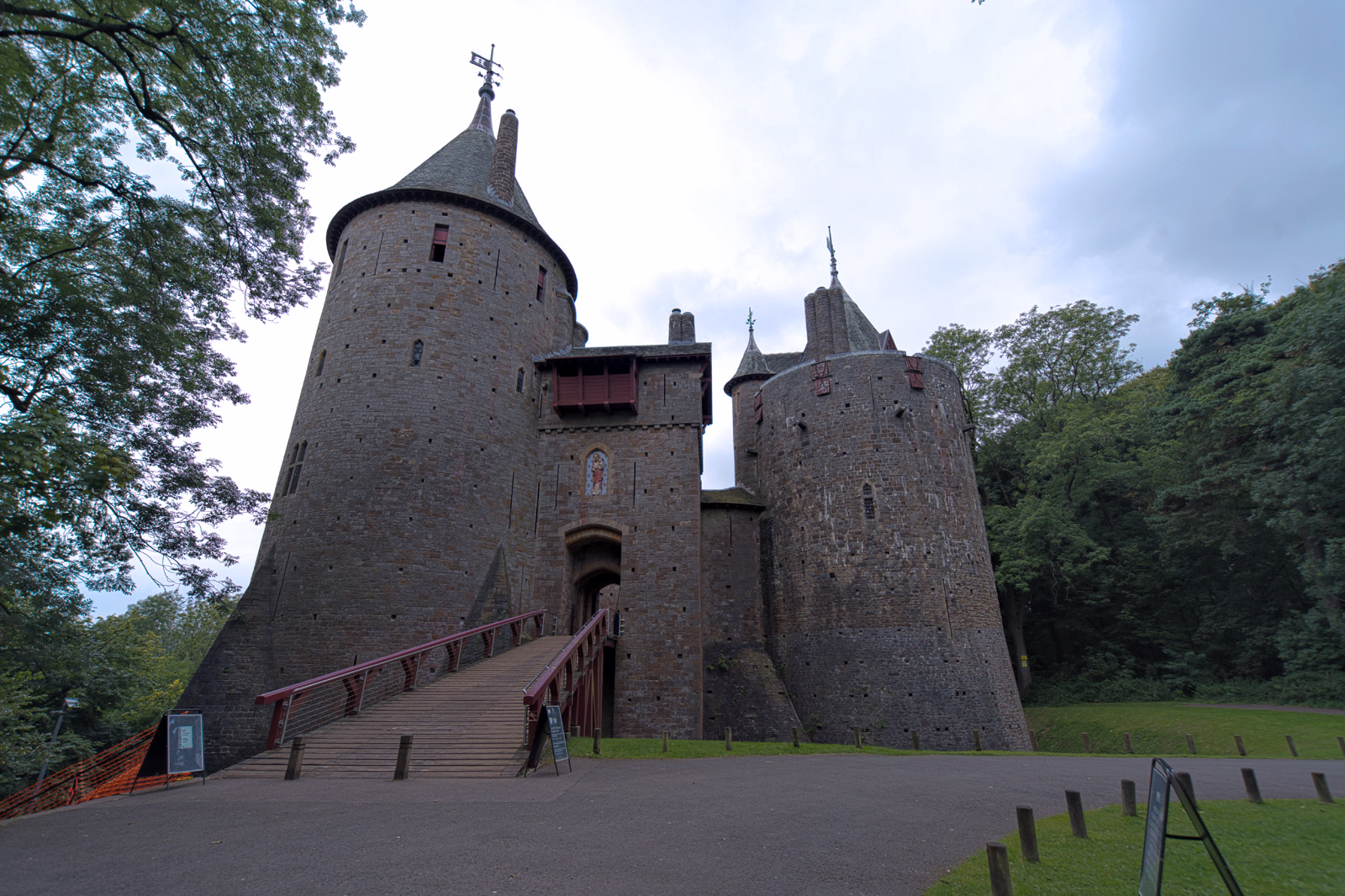
Castell Coch.

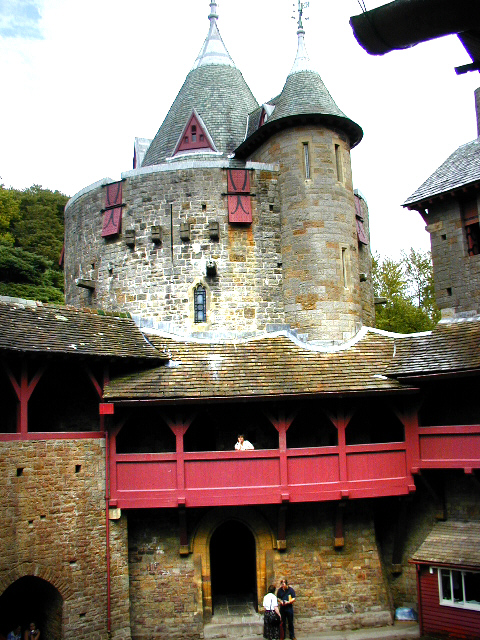
Interior del castillo.

Castell Coch (que significa 'castillo rojo' en galés) es un castillo de estilo neogótico del siglo XIX construido por encima del pueblo de Tongwynlais, en (Cardiff, Gales). El primer castillo en este emplazamiento fue construido por los normandos después de 1081 para proteger la recién conquistada ciudad de Cardiff y controlar la ruta a través del desfiladero del río Taff. Abandonado poco después, el montículo de tierra del castillo fue reutilizado por Gilbert de Clare como base para una nueva fortificación de piedra, que el construyó entre 1267 y 1277 para controlar sus recientemente anexionadas tierras galesas. Es posible que este castillo fuera destruido durante la rebelión galesa de 1314. En 1760, las ruinas del castillo fueron adquiridas por John Stuart, tercer conde de Bute, como parte de un acuerdo matrimonial que aportó vastas propiedades en el sur de Gales a su familia.
John Crichton-Stuart, tercer marqués de Bute, heredó el castillo en 1848. Uno de los hombres más ricos de Gran Bretaña, con intereses en arquitectura y estudios de antigüedades, contrató al arquitecto William Burges para reconstruir el castillo «como residencia campestre para ocupación ocasional en verano», utilizando los restos medievales como base para el diseño. Burges reconstruyó el exterior del castillo entre 1875 y 1879, antes de centrarse en el interior. Este murió en 1881 y el trabajo fue terminado por el equipo restante de Burges en 1891. Bute reintrodujo la viticultura comercial en Gran Bretaña, plantando un viñedo justo debajo del castillo, y la producción de vino continuó hasta la Primera Guerra Mundial. Apenas hizo uso de su nuevo refugio y, en 1950, su nieto, el quinto marqués de Bute, lo cedió al cuidado del Estado. Actualmente está gestionado por la agencia de patrimonio galés Cadw.
Las características exteriores de Castell Coch y sus interiores de estilo victoriano llevaron al historiador David McLees a describirlo como «uno de los mayores triunfos victorianos de composición arquitectónica». El exterior, basado en estudios del siglo XIX del anticuario George Clark, es relativamente auténtico en estilo, aunque sus tres torres de piedra fueron adaptadas por Burges para presentar una silueta dramática, más cercana en diseño a los castillos europeos continentales como el de Chillon que a las fortificaciones británicas propias. Los interiores fueron decorados de manera elaborada, con muebles y accesorios diseñados especialmente. Los diseños incluyen un uso extenso de simbolismo basado en temas clásicos y legendarios. Joseph Mordaunt Crook escribió que el castillo representaba «el erudito mundo de ensueño de un gran mecenas y su arquitecto favorito, recreando a partir de un montón de escombros un castillo de cuento de hadas que parece haber surgido de los márgenes de un manuscrito medieval».
Los bosques de hayas que rodean Castell Coch contienen especies vegetales raras y características geológicas inusuales, y están protegidos como Lugar de Especial Interés Científico.